# Parafia św. Teresy od Dzieciątka Jezus w Brzuchowicach
Parafia św. Teresy od Dzieciątka Jezus w Brzuchowicach – rzymskokatolicka parafia znajdująca się w archidiecezji lwowskiej w dekanacie Lwów, na Ukrainie. Parafię prowadzą pallotyni.
Msze święte sprawowane są w językach polskim i ukraińskim. Na terenie parafii znajduje się Wyższe Seminarium Duchowne Archidiecezji Lwowskiej we Lwowie-Brzuchowicach.

## Historia
Parafię erygowano w 1918. W latach 1926–1927 wybudowano kościół. Został on zamknięty 15 maja 1946 w wyniku wyjazdu większości Polaków, stanowiących tutejszą ludność katolicką, w nowe granice Polski. Obecnie budynek służy jako cerkiew. Po upadku komunizmu w Brzuchowicach dom rekolekcyjny założyli pallotyni. 7 października 2012 arcybiskup lwowski Mieczysław Mokrzycki erygował przy nim parafię.